# 1795 год в науке
В 1795 году были различные научные и технологические события, некоторые из которых представлены ниже.

## События
- 7 апреля — во Франции Государственным декретом введены основы будущей Метрической системы мер[1].
- 25 июня — декретом Конвента в Париже основано Бюро долгот.
- 30 ноября Джозеф Брама запатентовал гидравлический пресс.
- Гаусс впервые предложил метод наименьших квадратов.

## Печатные труды
- А. В. Суворовым написана книга «Наука побеждать», где собраны его мысли и обобщения, относящиеся к военному делу.
- Вышло в свет «Введение к Гомеру» (лат. Prolegomena ad Homerum) немецкого учёного Ф. А. Вольфа, положившее начало гомеровскому вопросу и критическому подходу в антиковедении.
- «Элементарный курс общей химии» Л. Бруньятелли [2]

## Родились
- 1 апреля — Карл Антонович Мейер, русский систематик-ботаник.
- 18 апреля — Василий Тимофеевич Плаксин, русский писатель, историк литературы, литературный критик и педагог; статский советник (ум. 1869)[3].
- 22 июня — Жозеф Бьенеме Каванту, французский химик и фармацевт, один из основателей химии алкалоидов.
- Каведони — итальянский археолог и нумизмат.
- Куросава Окинамаро — японский языковед, поэт, мыслитель течения кокугаку.

## Скончались
- 24 июня — Уильям Смелли, шотландский историк, составитель и главный редактор первого издания «Британники» (род. 1740).
- 7 июля — Христиан Готтлиб Кратценштейн, врач, механик и физик (род. 1723).
- 20 [31] июля — Шелихов Григорий Иванович (род. 1747), русский исследователь, мореплаватель, промышленник и купец из рода Шелеховых, основатель первых русских поселений в Америке.
- 8 декабря — Джованни Казанова, итальянский художник и археолог (род. 1732).